# Томская (Омутинский район)
Томская — деревня в Омутинском районе Тюменской области России. Входит в состав Большекрасноярского сельского поселения.

## История
До 1917 года входила в состав Евсинской волости Ишимского уезда Тюменской губернии. По данным на 1926 год состояла из 51 хозяйства. В административном отношении являлась центром Томского сельсовета Ламенского района Ишимского округа Уральской области.
В 2014 году в состав деревни была включена соседняя деревня Романовка.

## Население
| 2010 |
| ---- |
| 83   |

По данным переписи 1926 года в деревне проживало 247 человек (123 мужчины и 124 женщины), в том числе: русские составляли 100 % населения.
Согласно результатам переписи 2002 года, в национальной структуре населения русские составляли 91 % из 116 чел.